# دينو كوفاتشيفيتش
دينو كوفاتشيفيتش (بالألمانية: Dino Kovacevic)‏ هو لاعب كرة قدم نمساوي، ولد في 21 نوفمبر 1999 في النمسا.

## وصلات خارجية
- دينو كوفاتشيفيتش على موقع قاعدة بيانات كرة القدم.إي يو (الإنجليزية)
- دينو كوفاتشيفيتش على موقع Soccerway.com (الإنجليزية)
- دينو كوفاتشيفيتش على موقع عالم كرة القدم.نت (الإنجليزية)